# Mihajlo Krešimir II
Mihajlo Krešimir II  est un roi de Croatie de 949 à sa mort en 969, membre de la dynastie des Trpimirović.
Fils cadet de Krešimir Ier, il succède à son frère Miroslav tué à l'issue de la guerre civile qui les oppose. Il restaure l'ordre dans l'État croate et reste en très bons termes avec les cités dalmates, lui et sa femme Jelena faisant don de terres et d'églises à Zadar et à Solin. L'église Sainte-Marie à Solin porte une inscription de 976 qui mentionne la couronne croate. Son fils Étienne Drjislav (Stjepan Držislav) lui succède.